# مارسيل كولاجا
مارسيل كولاجا (مواليد 29 حزيران / يونيو 1980) هو مهندس برمجيات تشيكي وناشط وسياسي في حزب القراصنة التشيكي، وهو عضو في البرلمان الأوروبي ويشغل منصب نائب رئيس البرلمان الأوروبي منذ انتخابات 2019. وهو عضو في مجموعة الخضر/التحالف الأوروبي الحر البرلمانية إلى جانب ثلاثة نواب أوروبيين آخرين من حزب القراصنة ‏.